# 1182
Évszázadok: 11. század – 12. század – 13. század
Évtizedek: 1130-as évek – 1140-es évek – 1150-es évek – 1160-as évek – 1170-es évek – 1180-as évek – 1190-es évek – 1200-as évek – 1210-es évek – 1220-as évek – 1230-as évek
Évek: 1177 – 1178 – 1179 – 1180 –  1181 – 1182 – 1183 – 1184 – 1185 – 1186 – 1187

## Események
- III. Béla betör a Bizánci Birodalom területére, a szerbek a magyarokkal szövetkeznek a császár ellen, a magyarok elfoglalják Belgrádot.[1]
- május 12. – I. Valdemár dán király halála után fia VI. Knut követi a trónon (1202-ig uralkodik).
- május 16. – I. Andronikoszt Bizáncban társuralkodóvá koronázzák.
- A lengyel parlament a Szejm első ülése.
- A zsidókat kiűzik Párizsból.
- Konstantinápolyban felkelés tör ki az itáliai kereskedők ellen, melynek során számos kereskedőt lemészárolnak.

## Születések
- az év folyamán – IV. Alexiosz bizánci császár († 1204)
- Assisi Szent Ferenc a ferences rend megalapítója

## Halálozások
- I. Valdemár dán király (* 1131)
- Antiochiai Mária bizánci császárné (meggyilkolják)